# 亨利克·史瓦勒
亨利克·史瓦勒（丹麥語：Henrik Svarrer，1964年6月22日—），是一名已退役丹麥男子羽球運動員。
亨利克·史瓦勒在1992年夏季奧運會上與簡·鮑爾森一起參加羽球比賽男子雙打項目。他們在四分之一決賽中輸給了中國的李永波/田秉毅組合，比數分別是15-11、12-15、17-14。
史瓦勒曾代表丹麥參加1996年湯姆斯盃。在與印尼對陣的決賽中，他與米凱爾·索加德一起擔任第二雙打，以7:15、18:14、8:15敗給邦邦·蘇普里昂托/郭宏源組合。最終丹麥隊以0-5輸球而獲得亞軍。